# Erdenbatyn Bechbajar
Erdenbatyn Bechbajar (mong. Эрдэнэбатын Бэхбаяр; (ur. 13 sierpnia 1992) – mongolski zapaśnik w stylu wolnym. Dwukrotny olimpijczyk. Zajął czternaste miejsce w Rio de Janeiro 2016 w kategorii 57 kg i dziewiąte w Tokio 2020 w kategorii 57 kg.
Brązowy medalista mistrzostw świata w 2015 i 2017. Mistrz igrzysk azjatyckich w 2018. Triumfator mistrzostw Azji w 2015. Szósty w Pucharze Świata w 2016; 2018 i 2019. Mistrz świata juniorów w 2012 roku.
Sportowiec roku w Mongolii w 2015.